# 金腹星额蜂鸟
金腹星额蜂鸟（学名：Coeligena bonapartei）是雨燕目蜂鸟科的一种鸟类。
金腹星额蜂鸟体重约6.49克，翼长约75.2毫米，嘴峰长约34毫米，喙宽度约2.3毫米，喙厚度约2.5毫米，跗蹠长约6.3毫米，尾长约41.8毫米。金腹星额蜂鸟在其分布区内为留鸟，其栖息在密集的高大树木组成的森林中，食性为草食性，主要食物来源是植物的花蜜。

## 亚种
- ：分布于佩里哈山脉，有时被视为单独的物种佩里哈星额蜂鸟。
- ：分布于哥伦比亚博亚卡省至波哥大的安第斯山脉地区。
- ：分布于委内瑞拉西部特鲁希略州、巴里纳斯州、梅里达州和塔奇拉州的安第斯山脉地区。[4]